# 매춘시대
"매춘시대"(賣春時代)는 한국에서 제작된 유진선 감독의 1990년 드라마 영화이다. 최유리 등이 주연으로 출연하였고 한용수 등이 제작에 참여하였다.

## 출연

### 주연
- 최유리
- 이진선
- 마흥식
- 유성

### 조연
- 최민희
- 김주영
- 조재연
- 조주미
- 김희란
- 배유진
- 안혜리
- 유성
- 홍성영
- 서평석
- 최강호
- 이주철

## 기타
- 원작자: 윤일웅
- 제작부장: 이완호
- 조명: 최의정
- 조연출: 김미정
- 조연출: 권홍진
- 조연출: 서일식
- 스크립터: 하미영
- 녹음: 이성근
- 미술: 도용우
- 특수효과: 김철석
- 분장: 정준호
- 소품: 김태욱
- 효과: 이병하